# Petter Rudi
Petter Norman Rudi (* 17. September 1973 in Kristiansand) ist ein ehemaliger norwegischer Fußballspieler.

## Karriere
Rudi spielte während seiner Karriere bei verschiedenen europäischen Clubs. Zu Beginn verbrachte er fünf Jahre beim norwegischen Verein Molde FK, bevor er erstmals auf Leihbasis ins Ausland zum KAA Gent nach Belgien und AC Perugia nach Italien wechselte. Nach Ablauf der Leihzeit wollten beide Vereine den Spieler verpflichten. Aufgrund der geforderten Ablösesumme kam es jedoch zu keinem Transfer. Rudi spielte daraufhin noch eine halbe Saison bei Molde, bevor Angebote aus der Premier League kamen. Der Transferpoker verdichtete sich schließlich zwischen dem FC Southampton und Sheffield Wednesday. Sheffield bekam für 800.000 £ den Zuschlag, für die Rudi drei Jahre auflief.
Nachdem Sheffield in der Saison 1999/2000 aus der Premier League abgestiegen war, zog es den Mittelfeldspieler vorerst zurück nach Norwegen zu Molde und daraufhin nach Belgien zu Sporting Lokeren und Germinal Beerschot Antwerpen, beziehungsweise nach Österreich zum FK Austria Wien. Die Station Wien verlief für Rudi äußerst unerfreulich. Er fand nie zu seiner Form und kam lediglich auf vier Meisterschaftsspiele und einen Einsatz in der Champions-League-Qualifikation. In Folge wechselte er noch einmal in die Heimat zu Molde FK, bevor er 2007 seine Laufbahn bei KAA Gent beendete.

## Nationalmannschaft
Rudi ging durch alle Jugendauswahlen und nahm mit der U20-Mannschaft an der Junioren-Fußballweltmeisterschaft in Australien teil.
Sein Debüt in der A-Nationalmannschaft feierte er am 26. November 1995 gegen Jamaika. Er absolvierte zwar mehrere Qualifikationsspiele für Großturniere, fand sich allerdings nie in einem der endgültigen Turnierkader wieder.
Insgesamt absolvierte er 46 Länderspiele für die norwegische Fußballnationalmannschaft, in denen er 3 Tore schoss.